# Hyżne (plaats)
Hyżne is een dorp in het Poolse woiwodschap Subkarpaten, in het district Rzeszowski. De plaats maakt deel uit van de gemeente Hyżne en telt 3900 inwoners.